# Oxygonum lineare
Oxygonum lineare är en slideväxtart som beskrevs av De Wild.. Oxygonum lineare ingår i släktet Oxygonum och familjen slideväxter. Inga underarter finns listade i Catalogue of Life.